# Eisenbahnunfall von Sainthia
Der Eisenbahnunfall von Sainthia am 19. Juli 2010 war ein Auffahrunfall des Uttar Banga Express auf den Vananchal Express der Indian Railways im Bahnhof von Sainthia im indischen Bundesstaat Westbengalen, dessen Ursache in zentralen Punkten nie aufgeklärt wurde. 66 Menschen starben bei dem Eisenbahnunfall.

## Ausgangslage
Der Vananchal Express, von Bhagalpur nach Ranchi auf einer mehrgleisigen Bahnstrecke unterwegs, hielt in Sainthia. Die Stellwerkstechnik wäre in der Lage gewesen, einen nachfolgenden Zug auch beim Überfahren eines haltzeigenden Signals nicht in das durch den Zug besetzte Gleis, sondern in ein freies zu leiten. Dieses System war jedoch ausgeschaltet oder nicht funktionsfähig. Das Ausfahrsignal stand bereits 11 Minuten vor dem Aufprall auf Fahrt, der Lokomotivführer musste aber noch auf den Abfahrauftrag durch den Aufsichtsbeamten warten.
In gleicher Fahrtrichtung bewegte sich auf derselben Strecke hinter dem Vananchal Express der Uttar Banga Express, unterwegs von New Cooch Behar nach Kolkata Sealdah auf den Bahnhof Sainthia zu, wo er fahrplanmäßig hält. Die beiden Lokomotivführer hatten den Zug etwa fünf Stunden zuvor in Malda übernommen, der erste Lokomotivführer war sehr erfahren und beide erschienen dem Bahnhofspersonal in Gadadharpur, wo der Zug etwa 7 km vor dem Unfall außerplanmäßig hatte halten müssen, unauffällig und fit.

## Unfallgeschehen
Der Uttar Banga Express durchfuhr zunächst eine Langsamfahrstelle mit 90 km/h statt der vorgeschriebenen 30 km/h und fuhr am haltzeigenden Einfahrsignal des Bahnhofs Sainthia ebenfalls mit 80–90 km/h vorbei, ohne zu bremsen. Der Zugführer, der die zu hohe Geschwindigkeit vor dem Bahnhof und das haltzeigende Signal bemerkt hatte, versuchte, den Lokomotivführer über Sprechfunk zu erreichen, konnte aber keinen Kontakt herstellen. Als der Zugführer daraufhin die Notbremse auslösen wollte, reagierte diese nicht. Auch der Bahnhofsvorsteher von Sainthia versuchte, die Mannschaft auf der Lokomotive per Sprechfunk zu erreichen – vergeblich. Da es zu spät war, den sich nährenden Uttar Banga Express noch auf ein anderes Gleis zu lenken, warnte er mit dem Bahnsteiglautsprechersystem alle, sich aus dem Gefahrenbereich zu begeben. Da die meisten Menschen in dem stehenden Vananchal Express aber schliefen, hatte das wenig Erfolg. So fuhr der Uttar Banga Express mit unverminderter Streckengeschwindigkeit gegen 2:00 Uhr morgens auf den Vananchal Express auf. Offensichtlich versuchten die Lokomotivführer auch vor dem Aufprall nicht abzuspringen. Sie wurden eingeklemmt und tot auf ihren Sitzen gefunden.

## Folgen
66 Tote und 165 Verletzte waren die Folge, anderer Quelle zufolge 69 Tote und 150 Verletzte.
Die Ursache des Unfalls konnte nie mit Sicherheit festgestellt werden. Dies beförderte einen erbitterten politischen Streit um die Verantwortung für den Unfall. Der erste Verdacht, dass das Lokpersonal unter Drogen gestanden habe, wurde durch dessen Obduktion nicht bestätigt. Die Wucht der Kollision war so groß, dass ein Wagen auf eine über die Gleise führende Brücke geschoben wurde. Die größten Schäden entstanden in den hinteren Wagen des Vananchal Express, Fahrzeuge der niedrigsten Wagenklasse, die stark besetzt waren. Wie die anschließende Untersuchung ergab, waren die Bremsen des Uttar Banga Express, ebenso wie die Signalanlagen, intakt.
Die Hilfszüge benötigten sehr lange, um die Unfallstelle zu erreichen, der erste 2 ½ Stunden, der zweite sieben Stunden, was stark kritisiert wurde.